# 이민자 위기
이민자 위기 란 부정적으로 초래되는 조건(자연적 또는 인위적 생성 )에서 벗어나 대규모 이민자 집단( 실향민, 난민 또는 망명 신청자 )이 이동함에 따라 수용국(목적지)에 심각한 어려움, 문제 또는 위험 상황을 의미한다. 출신국(출국)의 상황( 안보, 경제, 정치 또는 사회 )에 영향을 미쳤다. '위기' 상황은 난민 수(보호를 원하는 이주민 수)가 아니라 정부의 법적 의무에 질서있게 대응하지 못하는 시스템의 실패다. 주목할만한 위기는 다음과 같다. 유럽 이주 위기, 영국 해협 이주 위기, 제2차 세계 대전 대피 및 추방 등이 있다.
2023년 12월, 미국 텍사스주, 애리조나주, 캘리포니아주에서 멕시코와의 접격지역에 위치한 다리와 검문소들을 폐쇄했다. 이외에도 영국 정부는 2022년 '르완다 정책'을 제시, 인권침해 논란 속에서도 강행 의지를 밝혔으며, 독일 또한 야권이 이 같은 정책을 추진하는 가운데 이민법을 개정해 문턱을 높였다.
유럽, 중동 등 최근 나타나는 전쟁도 이민 문제를 더욱 심각하게 만들었다. 전쟁이후의 이민 문제는 전쟁으로 인한 파괴와 인구 이동으로 인해 발생했다. 전쟁으로 인해 국경이동, 도시 파괴, 인프라 붕괴 등으로 인구들은 안전한 지역을 찾거나 생존을 위해 다른 국가로 이주하게 되었으며, 이로 인해 대규모 이민이 발생하며 이에 따른 문제들이 발생했다. 수많은 이민자들이 수용국에서 받아들여지지 못하고 국경을 넘어가기 위해 억류소에서 생활해야 하는 인구들이 많아졌고 이는 인도적 문제뿐 아니라 국경을 통한 이동이 국가 간 갈등을 유발할 수 있는 원인이 되었다. 이민자들은 자국을 떠나면서 자신들의 집과 가족, 재산을 잃게 되어 심리적으로나 경제적으로 어려움을 겪는 경우가 많다. 이들은 새로운 환경에서의 적응 문제와 함께 노동 시장 진입, 언어 및 문화적 차이 등으로 어려움을 겪게 된다.
난민 위기는 '대규모' 난민 집단의 이동을 의미하며, 이주 위기가 포함될 수도 있고 포함되지 않을 수도 있다. 미국 정부의 법적 의무로 인해 의도치 않게 2014년 미국 이민 위기가 발생했다. 신체적 양육권을 제공할 법적 후견인이 (미국이 아동 권리에 관한 협약을 비준한) 보호자가 없는 아동으로 인해 위기가 발생했으며, 돌봄이 "지역 국경 순찰대"를 빠르게 압도하여 이주민 위기를 일으켰다. 푸시-풀(Push-Pull) 관점 : '난민 위기'는 '푸시(Push)' 요인을 주요 원인으로 삼는 사람들에게 인도주의적 위기이지만, 이주 이유가 복합적일 수 있으며 심지어 난민을 무기로 삼는 사람들 도 인정한다. "풀(Pull)" 요인에 초점을 맞춘 사람들에게 "이민 위기"는 충분히 엄격하지 않은 것으로 인식된 국경 집행 정책(이민 시스템)과 미국 기업을 위한 값싼 노동자에 대한 필요성( 가족 분리 정책), 심각한(가족 분리 정책 ) 에 뿌리를 두고 있다. 잠재적인 이주민을 합리화하거나 조심스럽게( 잡아서 풀어주기 ). 난민위기(난민은 난민이다)에 비해 이주민 위기 역시 “적격한” 난민과 “부당한” 이주민을 구분하거나 구별하며, 점점 더 심화되는 가운데 문화적, 종교적, 민족적 차이에 대한 두려움을 갖고 있다. 일상적인 상황에 대한 과도하고 지속적인 걱정과 두려움, 유럽의 많은 사람들에 대한 예측 가능성, 직업 안정, 물질적 또는 심리적 복지 부족( 예: 녹색 국경 폐쇄 ).
"이민 위기 관리"에는 문제("이민 시스템", "자원 관리" 등)가 발생하기 전, 발생하는 동안, 발생한 후에 처리하는 작업이 포함된다. 글로벌 위기 센터(Global Crisis Center)에 따르면 이주민 위기 관리는 유엔 난민 협약 과 후속 난민 지위 관련 의정서 에 명시된 정의와 책임, 그리고 협력, 소통, 정보 보급을 통한 국제적 연대와 부담 공유를 통해 형성된다., 이는 세계의 이주 문제를 해결하는 데 필요하다.

## 위기 관리
이민자 수용국은 인식된 정상성을 다시 확립하기 위해 위협[위기 이유]에 대응하기 위한 일련의 임무를 달성하기 위한 효과적인 관리 전략이 필요하다.
"국가 간 위기 관리"(이주는 국가 간)에는 아래 단계에 맞춰 공동 결정, 공유 절차 및 집단 도구가 포함된다.
- 탐지 : 위협을 인식한다. (프로세스: 신흥 적시)
- 감각 만들기 : 상황을 파악하는 데 중요한 정보이다. (과정 : 수집, 분석, 공유)
- 의사결정 : 효과적인 전략 수립 (프로세스 : 핵심 의사결정 수립)
- 조정 : 주요 파트너 간의 협력.
- 의미 만들기 : 선택한 경로에 대한 메시지(프로세스: 설명, 실행 가능한 조언, 감각)
- 소통 : 메시지 전달(피해자, 시민, 이해관계자 등)
- 책임성 : 결정과 전략을 나열하는 문서 제작.

### 유럽의 이민자 위기
위기 관리는 네 가지 시나리오의 연속을 보여준다.
1. ( 2011년 카다피 몰락 ) 리비아는 불법 이민자들의 유입을 허용했다. EU 위원회는 " 이주 및 이동성에 대한 글로벌 접근 방식에 관한 커뮤니케이션 "(GAMM)을 승인했다.
2. (2013년 11월 ~ 2014년 10월) 이탈리아의 인도주의적 작전인 마레 노스트룸(Operation Mare Nostrum) .
3. (2014년 11월~2015년 9월) EU는 인도주의적 및 이주 압력을 인식하여 GAMM을 중단하고 또 다른 포괄적인 접근 방식을 개발한다.
4. (2015년 10월) 이민자와 난민: 유럽이사회는 원치 않는 이민자와 난민으로부터 국경을 확보한다. ( 이주에 관한 발레타 정상회담 )

### 비정부 기구의 역할
이 분야를 담당하는 기관은 이민정책연구원이다. PricewaterhouseCoopers의 글로벌 위기 센터는 이주민 위기 관리를 담당한다.
망가진 이민 시스템(위기)은 이민 전문가와 변호사들이 말하는 '밀고 당기는 요인' 관리의 실패를 가리킨다. 실향민을 밀어내는 힘은 출발 국가의 공포와 빈곤으로부터 수용 국가의 망가진 이민 시스템을 향해 달려가는 것으로 요약된다. 견인력은 경제가 기능하고, 통신 기술(조직 및 경고)을 통해 보다 안전하고 빠른 여행을 하고, 사람들을 보다 안전하고 빠르게 이동할 수 있는 밀수업자 네트워크를 구축한 국가를 수용한다. 전체 설명을 보려면 인간 이주#Push and Pull . 정부, 고용주, 시민의 관점에서 수용국의 난민이나 망명 신청자의 상황은 지속적인 논쟁(이주 위기에 대한 논쟁)이고, 다른 한편으로는 이주민 인권 침해가 계속되는 주제이다. 위기.

### 이민 개혁
국제앰네스티 사무총장 살릴 셰티(Salil Shetty)는 다음과 같이 말했다.
"이러한 위기들이 더 이상 통제 불능 상태로 치닫는 것을 막는 것은 세계 지도자들의 권한 안에 있다. 각국 정부는 우리의 권리에 대한 공격을 중지하고, 그들을 보호하기 위해 전 세계가 가해온 방어를 강화해야 한다. 인권은 필수품이지 부속품이 아니다. 그리고 인류의 권리에 대한 가치는 이보다 더 높은 적이 없다."— Secretary General of Amnesty International

## 위기와 자원 관리
이민자에 대한 잘못된 자원 관리는 도움이 필요한 사람들에 대한 효율적인 대응을 개발할 수 없는 무능력의 일부로 인해 위기를 초래한다. 미국, 영국, 호주의 망명 사무소가 이민 서비스를 관리한다.

### 미국
2014년 미국 이민 위기 동안 이민 법원 과 미국 시민권 및 이민국 (USCIS) 망명 시스템은 자원이 완전히 부족하고 관리하기 어려운 사건 처리에 직면해 있다. 2019년 6월(위기 5년), 350명 이상의 " 동반하지 않은 어린이 "를 텍사스에 있는 수용 시설에서 꺼내어 약 120명을 수용하도록 설계된 규정을 준수하도록 했다
미국 이민자에 대한 자원 관리에는 1986년 이민 개혁 및 통제법 에 명시된 "민간 부문" 참여가 포함된다. 법에서는 모든 기업이 연방 정부를 도와야 한다고 규정하고 있다. 인적 자원 관리자가 이민 귀화 서비스 (INS) 양식 I-9를 채용 과정에 통합하여 본 이민 개혁 규정의 법적 요구 사항을 충족함으로써 규정 준수를 보장해야 하는 특정 이민 분야.
이민자 위기에 대한 자원 관리의 또 다른 사례는 트럼프 대통령의 이민 해결 방안을 통칭 하는 트럼프 장벽(Trump Wall)이다. 트럼프 대통령은 미국 정부에 장벽 건설을 시작하도록 공식적으로 지시하는 행정명령 13767호 에 서명했다. 행정명령 13767호는 벽 자금 조달에 "자원"을 포함하지 않은 지출 법안에 대한 대통령의 거부권으로 인해 2018년 연방 정부 폐쇄 로 이어졌다. 2019년 2월 트럼프는 상황이 "위기"라고 말하면서 국가비상사태선언문에 서명했고, 공식적으로 멕시코-미국 국경 에서 "이민 위기"를 선언했다.
New York Times 기사에 따르면, 2022년에 미국으로 이주한 수천 명의 사람들이 자원 및 법적 지원에 대한 제한된 접근으로 인해 망명 요건을 충족하지 못할 것이라고 한다.

### 유럽 연합
위기로 인한 재정적 부담: 독일은 2015년에 난민 보호 및 수용 비용으로 약 100억 유로를 할당했다 반면, 그리스는 2013년부터 2015년까지 EU 전역의 난민 공유 계획에서 비용을 면제받았다. 이민자 위기는 세르비아 등 EU 가입을 원하는 국가의 정책에 영향을 미친 것으로 생각된다. 유럽 연합은 이민 문제에 대한 다양한 정책을 시행하고 있지만, 현재도 여러 문제에 직면하고 있다. 예를 들어, 2015년에는 수많은 난민이 중동과 아프리카에서 유럽으로 향하면서 난민 문제가 급격히 확대되었다. 이에 대한 대응으로 EU는 각국에 난민을 분배하는 계획을 제안했지만, 이견과 불일치로 이뤄지지 못하고 있다. 그 결과 일부 국가에서는 난민 수용에 대한 부담을 지나치다고 여기면서 내부 정치적 갈등이 발생하기도 했다. 또한, 국경 통제와 이민자 통합 등에 대한 정책도 각국마다 차이가 있어 통일된 접근 방식을 찾기 어려운 실정이다. 이로 인해 난민들의 보호와 이주자들의 권리 보장에 대한 공헌적인 해결책 모색이 어려워지고 있다.

### 영국
영국 내 이민자에 대한 자원 관리는 지속 가능한 성장과 사회적 통합을 위해 입국 및 정착을 규제하는 책임을 맡은 국립 망명 지원 서비스 (NASS)에서 관리한다. NASS는 "그렇지 않으면 가난할 것"을 지원하는 영국 내무부 영국 비자 및 이민국 (UKVI) 부서의 한 부서이다. 숙소 제공은 과정의 일부이다.

## 이민자 위기 목록
- 2014년 미국 이민 위기
- 2020년 그리스-터키 국경 위기
- 2021 벨로루시-유럽 연합 국경 위기
- 유럽의 이민자 위기
- 영어 채널 이민자 위기
- 터키의 이민자 위기
- 제2차 세계대전 피난과 추방 (1940년대 이주와 난민 발전을 위해)
- 뉴욕시 이민자 주택 위기